# 오쿠무라 진
오쿠무라 진(일본어: 奥村 仁, 2001년 4월 3일~)는 일본의 축구 선수이다.

## 구단 경력
그는 2024년 J1리그의 알비렉스 니가타에 입단했다. 2024년에 J리그컵 준우승.